# Agordat
Agordat, también Akordat o Ak'ordat, es una ciudad de Eritrea que fue la capital de la antigua provincia, ahora suprimida, de Barka.
Está situada en el oeste del país, a orillas del río Barka. Es una ciudad importante para el comercio, y tiene una importante mezquita. Era la última ciudad principal por la que pasaba el ferrocarril de Eritrea a Massawa. La línea continuó en uso a través a Bishia hasta su término.  La economía local se basa en pasar a comerciantes que se mueven entre Asmara y Kessela en el Sudán.